# Gesellschaft für Hämatologie und Bluttransfusion der DDR
Gesellschaft für Hämatologie und Bluttransfusion der DDR war eine wissenschaftliche Gesellschaft in der Deutschen Demokratischen Republik (DDR), die sich auf die Bereiche Hämatologie und Bluttransfusion spezialisiert hatte.

## Geschichte
1967 wurde die Gesellschaft für Hämatologie und Bluttransfusion der DDR etabliert. Sie ging aus der 1962 gegründeten Arbeitsgemeinschaft Hämatologie der Sektion Innere Medizin der Deutschen Gesellschaft für Klinische Medizin (DDR) hervor. Im Januar 1991 wurde die Gesellschaft aufgelöst.
Auf Initiative von Waldemar Remde wurde die Sektion Hämophilie etabliert. Zu den Mitbegründern der Arbeitsgemeinschaft Hämatologie gehörte August Sundermann. Aus der Sektion Hämatologie ging 1998 die Ostdeutsche Studiengruppe für Hämatologie und Onkologie (OSHO e. V.)] hervor.

## Vorsitzende
- 1968 bis 1970: Waldemar Remde[2]
- 1973 bis 1975: Fritz Gaerisch[5]
- 1990 bis 1991: Werner Helbig[1]